# Gravity-based structure

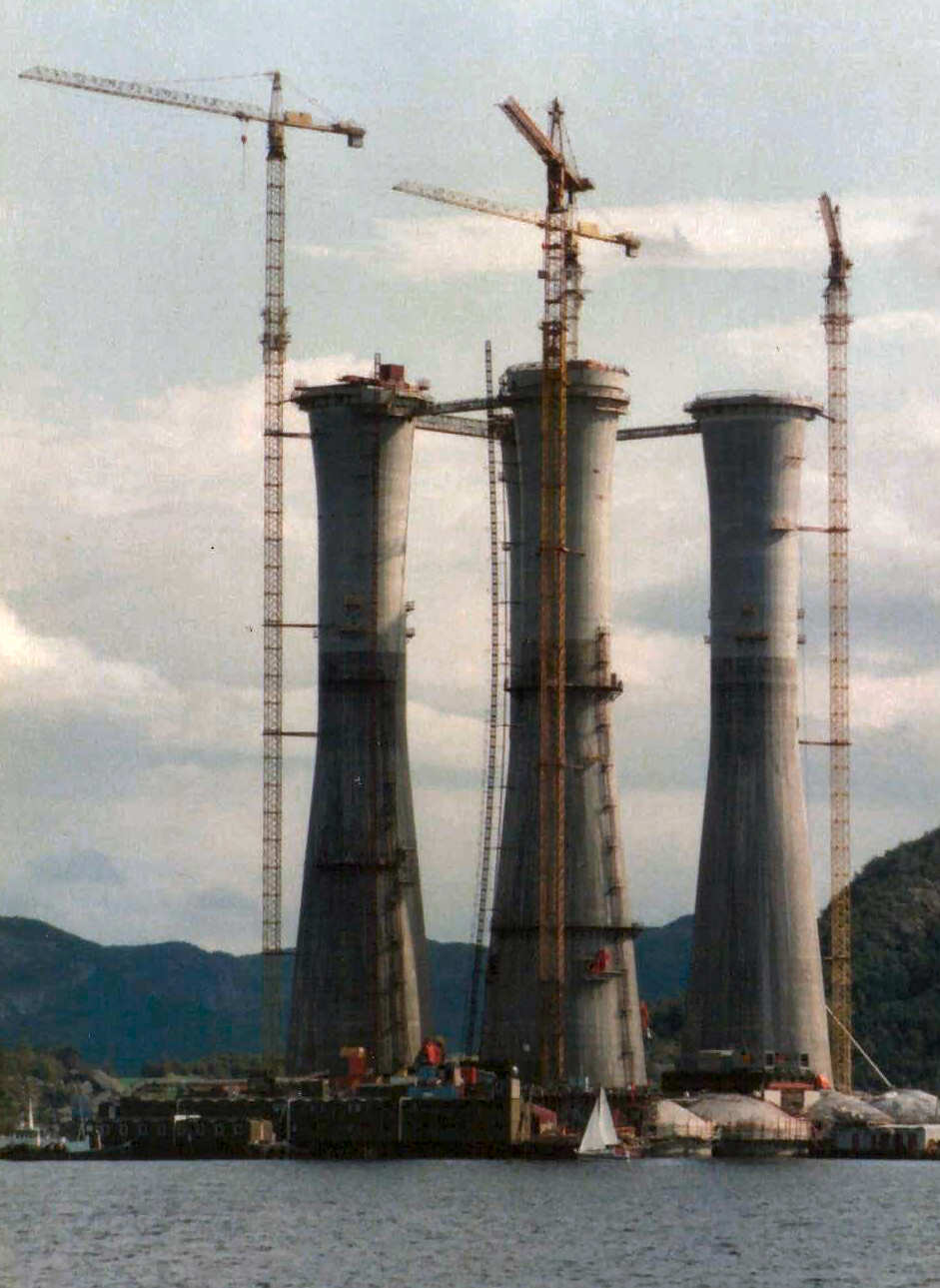
Een condeep type GBS in aanbouw in Noorwegen

Een gravity-based structure (GBS) of gravity-based foundation (GBF) is een onderstel dat gebruikt wordt in de offshore. Een GBS is een grote, betonnen of soms stalen constructie die dient als fundament voor een offshore-installatie, gaande van productieplatformen tot windmolens. 
Zoals de naam van deze techniek doet vermoeden, speelt de zwaartekracht de grootste rol in het op zijn plaats houden van de structuur. Daarom is de belangrijkst eigenschap van een GBS het gewicht. Het fundament blijft enkel en alleen recht staan door het gewicht en de grootte van de voetafdruk van de structuur. Een GBS wordt niet in de zeebodem geheid, maar wordt zeer precies neergezet op een stuk geprepareerde zeebodem.

## Constructie
Een GBS is een grote betonnen structuur. Ideaal zou de GBS gebouwd worden op de plaats waar het uiteindelijk moet staan. Dit zou betekenen dat het aan boord van een schip zou moeten gebouwd worden, maar voor de constructie van een GBS zijn grote, gespecialiseerde machines en veel mensen nodig. Het is niet mogelijk om op een schip dergelijke, grote structuren in beton te gieten en het nadien te laten uitharden, wat te veel plaats en tijd in beslag neemt. Bovendien is een schip altijd in beweging en kan het beton niet ongestoord drogen. GBS's worden dus aan de wal gemaakt, daar waar er genoeg ruimte is en waar het beton rustig kan uitharden. 

## Transport
Wanneer de GBS af is, moet het over zee naar de bestemming getransporteerd worden. Dit kan op verschillende manieren gebeuren afhankelijk van de grootte en het gewicht. Kleinere GBS's, die bijvoorbeeld voor een windmolen zullen dienen, worden meestal vervoerd door een drijvende kraan. Ze worden door het ponton van de kade getild en zo, terwijl ze in de kabels van de kranen hangen, naar hun bestemming gebracht. Het transporteren van grotere GBS's is niet zo eenvoudig, omdat er geen drijvende kranen bestaan die zulke zware gewichten kunnen tillen. De capaciteit van de grootste drijvende kraan beperkt zich tot 14200 ton. In het geval van een zwaardere structuur wordt er bij de constructie rekening gehouden met het feit dat de structuur op zichzelf moet kunnen drijven. Als de GBS drijft, kan het naar de plaats van bestemming gesleept worden en zijn er geen grote en dure kranen nodig. 

## Voorbereidingen op de plaats van bestemming
Een GBS wordt niet zomaar op een stuk zeebodem neergezet. De ondergrond wordt zorgvuldig voorbereid en de GBS wordt zeer precies op de bodem gezet. Dit is noodzakelijk om een stabiele fundatie te kunnen bekomen. 
Eerst wordt het zachte slib dat op de bodem ligt weggebaggerd door een sleephopperzuiger, zodat de hardere ondergrond vrijkomt. Door het baggeren is er een soort bouwput ontstaan met een vlakke bodem. Ten slotte legt een valpijpschip zeer nauwkeurig een grindlaag aan op de vlakke bodem van de put, zodat de ondergrond die de GBS zal moeten ondersteunen verder verstevigd wordt. 
De zeebodem is nu klaar om de GBS te ontvangen. Het is van enorm belang dat de grindlaag perfect horizontaal is. Als dit niet zo is, zal de GBS, en dus ook de offshore-installatie die erop komt, een inclinatie hebben. Dit moet vermeden worden.

## Plaatsen
De GBS wordt ter plaatse gebracht door een drijvende kraan of door zeeslepers. De fundatie wordt met behulp van zeer precieze positiebepalingssystemen vlak boven de voorbereide zeebodem gehouden. Als men absoluut zeker is van de positie begint het afzinken van de GBS. Een GBS die gemaakt is om te kunnen drijven voor het transport, wordt vol gepompt met water. Het afzinken gebeurt in twee stappen. In een eerste stap daalt men tot ongeveer één meter boven de zeebodem. De positie wordt opnieuw gecontroleerd en er worden eventueel nog kleine correcties uitgevoerd. Hierna begint de tweede stap van de afdaling en wordt de GBS neergezet op de grindlaag. Het moment waarop de GBS de bodem raakt is zeer cruciaal. Als de GBS dan horizontaal te veel beweegt, is de grindlaag niet meer gelijk en moet de voorbereiding opnieuw beginnen. 
Wanneer de GBS correct geplaatst is, kan er begonnen worden met het verder ballasten van de structuur. Dit wordt gedaan door een sleephopperzuiger die de GBS volpompt met zand. Door deze ballastoperatie krijgt de GBS het uiteindelijke gewicht dat voor een groot stuk verantwoordelijk is voor de stabiliteit van de fundatie. 
Na het ballasten kan de bouwput dicht gestort worden. Rondom de GBS wordt zand aangebracht tot het oorspronkelijke niveau van de zeebodem. Hierdoor wordt de GBS verankerd in de bodem en wint de structuur nog meer stabiliteit. Ten slotte wordt de zeebodem rond de GBS beschermd met stenen om ontgronding te voorkomen. Dit is nodig om te verzekeren dat de GBS verankerd blijft. De stenen worden aangebracht door een stenenstorter dat deze stenen zijdelings over boord stort en zo enkele lagen op de gedichte bouwput legt.
De gravity-based structure is nu klaar om de offshore-installatie waarvoor het gebouwd is, te ontvangen en te ondersteunen.

## Gebruik
In principe kan een GBS gebruikt worden voor elke offshore-installatie, maar in diepe wateren wordt er vaak niet voor een GBS gekozen vanwege de kostprijs voor een dergelijke grote GBS. Het is daarentegen wel een zeer populaire techniek voor kleinere offshore-installaties in minder diepe wateren, zoals een offshore windmolenpark. Het grote voordeel van een gravity based structure is de robuustheid.